# Bandits
 Bandits és una pel·lícula estatunidenca dirigida per Barry Levinson el 2001.

## Argument
Evadit de la presó en companyia de Terry, Joe decideix atracar bancs, tot seguint un cert codi d'honor. Van de ciutat a ciutat, utilitzant un mètode: segrestar el director d'un banc al vespre, passar la nit a casa seva i anar-se’n al banc al matí per robar els diners. Però Kate que no és com les altres dones... i trastorna la unitat del seu equip.

## Comentaris
- Destaca l'escena del ball a la cuina de Cate Blanchett, completament esbojarrada.

## Repartiment
- Bruce Willis: Joseph "Joe" Blake
- Billy Bob Thornton: Terry Lee Collins
- Cate Blanchett: Kate Wheeler
- Troy Garity: Harvey "Dog" Pollard
- Brian F. O'Byrne: Darill Miller
- Stacey Travis: Cloe Miller
- Bobby Slayton: Darren Head
- January Jones: Claire / Pink Boots
- Azura Skye: Cheri
- Peggy Miley: Mildred Kronenberg
- William Converse-Roberts: Charles Wheeler
- Richard Riehle: Larry Fife
- Micole Mercurio: Sarah Fife
- Scott Burkholder: Wildwood Policeman
- Anthony Burch: Phil
- Sam Levinson: Billy Saunders
- Scout LaRue Willis: Monica Miller
- Tallulah Belle Willis: Erika Miller
- John Evans: Ralph

## Premis i nominacions

### Premis
- Premiada al National Board of Review de 2001 per al millor actor a favor de Billy Bob Thornton (amb The Man Who Wasn't There (2001) i Monster's Ball (2001)).
- Premiada als Florida Film Critics Circle Awards de 2002 en la categoria millor actor a favor de Billy Bob Thornton (amb The Man Who Wasn't There (2001) i Monster's Ball (2001)), i millor actriu secundària per a Cate Blanchett (amb Vides furtives (2000), El senyor dels anells: La germandat de l'anell (2001) i The Shipping News (2001).

### Nominacions
- Globus d'Or al millor actor musical o còmic per Billy Bob Thornton.
- Globus d'Or a la millor actriu musical o còmica per Cate Blanchett.